# Vera Rottenberg Liatowitsch
Pour les articles homonymes, voir Rottenberg.
Vera Rottenberg Liatowitsch, née Vera Rottenberg le 15 août 1944 à Budapest en Hongrie, est une juriste suisse. Elle est juge au tribunal fédéral entre 1994 et 2012.

## Biographie
Vera Rottenberg est née le 15 août 1944 à Budapest dans une famille juive. Selon Jörg Krummenacher, deux heures après sa naissance une alerte est déclenchée, et une bombe tombe près de l'hôpital. Un morceau du toit s'écroule sur le berceau, mais l'enfant en sort indemne.
Sa mère Berta Passweg épouse Wilhelm Rottenberg qui est hongrois. Elle perd sa nationalité suisse à cause de ce mariage. (Ce n'est en effet qu'à partir du 29 septembre 1952 qu'il devient possible de garder sa nationalité en plus de celle automatiquement acquise par le mariage ,). Avec l'aide du secrétaire de la Légation suisse Harald Feller, elle quitte légalement Budapest le 4 octobre 1944 via Vienne avec ses deux filles Eva et Vera, et regagne la Suisse, où elle arrive à Buchs le 6 octobre 1944. De là, elle rejoint Saint-Gall. Après avoir été enregistrée comme réfugiée avec un permis K, elle récupère sa citoyenneté saint-galloise. Par la même occasion ses deux filles l'obtiennent aussi.
Le 10 avril 1944, son père Wilhelm Rottenberg reçoit l'ordre de rejoindre un camp de travail à environ 100 km à l'ouest de Budapest. En 1945, il obtient un congé pour passer trois semaines avec sa famille en Suisse, à condition de signer qu'il reviendra,. Il rejoint sa famille en 1946, après beaucoup de difficultés.
Vera Rottenberg Liatowitsch est citoyenne de Saint-Gall, Bâle et Genève.
Sa sœur Eva Koralnik-Rottenberg est agent littéraire pour l'agence Liepman à Zurich.

### Formation
Vera Rottenberg suit ses 9 ans de scolarité obligatoire à Saint-Gall. En 1963, elle termine sa scolarité post-obligatoire au (de) gymnase de Saint-Gall avec une (de) maturité fédérale de type A (latin-grec).
Elle étudie ensuite le droit à l'université de Zurich où elle obtient sa licence en droit, puis en 1972, son doctorat dont la thèse est publiée en 1973. En 1975, elle obtient son brevet d'avocat.
Elle interrompt temporairement sa carrière professionnelle en 1980 pour obtenir un LLM (maîtrise en droit) de l'Université de New York.

### Parcours professionnel
De 1973 à 1978 elle est greffière au Tribunal de district et à la Cour d'appel (en allemand Obergericht) de Zurich, en 1978/79 elle devient juge suppléante à plein temps au Tribunal de district de Zurich. De 1981 à 1990 elle devient  juge du Tribunal de district de Zurich et en 1990 elle est élue à la Cour d'appel du canton de Zurich. C'est la deuxième femme élue à cette instance et pendant quelques années elle en est l'unique femme.
En juin 1994, elle est élue juge au Tribunal fédéral de Lausanne, succédant à Margrith Bigler-Eggenberger, première femme élue à ce poste en 1974. Vera Rottenberg prend sa retraite en décembre 2012, après 18 ans de service.

## Distinction
En avril 2018, lors du Dies Academicus à l'Université de Zürich, elle reçoit le titre de Docteur Honoris Causa Lien vers la page de l'Université de Zürich et Lien vers article Neue Zürcher Zeitung (NZZ).

## Autres
Dès le 30 juin 1978 elle est membre du parti socialiste zurichois.
De 1980 à 1994 elle est membre du comité de l'Association suisse des Magistrats de l'ordre judiciaire (ASM / (de) SVR)
Elle siège au Board of Governors de l'IAJLJ International Association of Jewish Lawyers and Jurists.
Elle est membre du comité de patronage du centre de consultation destiné aux survivants de l'holocauste et à leurs familles (Tamach)   jusqu'en 2014, date où ce centre de soutien aux victimes de l'holocauste et à leurs proches en Suisse a fermé.

## Publications
- (de) „Zum Richterbild in der Schweiz“ in: Richterbild heute - Anspruch und Wirklichkeit, Schriftenreihe des Bundesministeriums für Justiz, Wien 1994[14]
- (de) Der bedingte Strafvollzug[15] et
- (de) Der neue schweizerische Zivilprozess aus höchstrichterlicher Sicht - Schlaglichter / Vera Rottenberg Liatowitsch. – In: Schweizerische Zeitschrift für Zivilprozessrecht. – Basel (p.59)[16]. et
- (de) Rottenberg Vera (1944-). Dokumentensammlung [17] et